# Mittelmeer-Perlgras
Das Mittelmeer-Perlgras (Melica minuta) ist eine Art aus Gattung der Perlgräser (Melica) und gehört zur Familie der Süßgräser.

## Beschreibung
Das Mittelmeer-Perlgras bildet lockere Rasen, seine Halme werden 10 bis 100 cm hoch und sind schlank und glatt. Die Blätter sind zusammengerollt 1 bis 4 mm breit, ausgebreitet aber bis 8 mm breit; die Blattscheiden sind kahl. Das Blatthäutchen ist bis 5 mm lang und gestutzt oder zerschlitzt. Die Rispe ist locker, 4 bis 10 cm lang und hat oft abstehende Zweige. Die Ährchen sind 5 bis 9 mm lang, zuweilen nickend und besitzen 2 fertile Blüten. Die Hüllspelzen sind eiförmig-lanzettlich, aber ungleich groß und oft braun-violett; die untere Hüllspelze ist in der oberen Hälfte häutig. Die Deckspelzen der fertilen Blüten sind neun- bis elfnervig. 
Die Chromosomenzahl beträgt 2n = 18 oder 36. 
Das Mittelmeer-Perlgras blüht zwischen April und Juli.

## Vorkommen
Das Mittelmeer-Perlgras ist eine Art des Mittelmeergebietes; es kommt in Südeuropa, in Nordafrika und in Vorderasien vor. Es wächst dort in Felsspalten, Felsfluren und lichten Wäldern.

## Etymologie
Das Wort „minuta“ ist lateinisch und bedeutet „klein“.